# Jiří Dušek (astronom)
Jiří Dušek (* 11. srpna 1971 Sušice) je český astronom, astrofyzik a politik. Od roku 2008 je ředitelem brněnské hvězdárny. V roce 2016 byl zvolen senátorem za obvod č. 58 – Brno-město, v letech 2016 až 2022 jako nestraník za hnutí ANO 2011, od roku 2022 jako nestraník za ODS. 

## Život
V Brně žije od svých tří let. O astronomii se zajímal od dětství, což vyústilo ve studium astrofyziky na Přírodovědecké fakultě Masarykovy univerzity. Dlouhodobě působí na Hvězdárně a planetáriu Brno, jejímž ředitelem se stal v roce 2008. Je autorem populárně naučných programů, které jsou v planetáriu promítány veřejnosti, a také různých publikací z oblasti astronomie.

### Popularizace vědy a výzkumu
Jiří Dušek se dlouhodobě věnuje popularizaci vědy a výzkumu (výstava Brno ve Vesmíru, nominace na udělení Stříbrné medaile předsedy Senátu Jiřímu Grygarovi v roce 2021). Jako senátor také inicioval výzvu na záchranu a podporu českých Science center, kterým v době koronavirové krize hrozil zánik.
Ve spolupráci s Českým rozhlasem Brno od března do prosince 2020 začal připravovat a moderovat pořad Sedmikrásky na nebi. S tímto konceptem pokračuje i nadále v online prostředí prostřednictvím youtube kanálu Hvězdárny a planetária Brno. Spolumoderátorem je Jiří Kokmotos.
Ve spolupráci s Jiří Grygarem a Zdeňkem Pokorným se podílel na komplexní knize Náš vesmír. Je spoluautorem Vesmírného atlasu pro děti. V roce 2022 byl autorem 32 odborných i populárních publikací (autor, spoluautor), 22 multimediálních představení Hvězdárny a planetária Brno (scénář, režie).
Je také autorem námětu a odborným konzultantem připravovaného dokumentárního snímku Remek o prvním a posledním československém astronautovi.
Byla po něm pojmenována planetka (14054) Dušek.
Získal Cenu města Brna za rok 2024.

### Politické angažmá
Ve volbách do Senátu PČR v roce 2016 kandidoval jako nestraník za hnutí ANO 2011 v obvodu č. 58 – Brno-město. Se ziskem 28,16 % hlasů postoupil z prvního místa do druhého kola, v němž porazil poměrem hlasů 51,94 % : 48,05 % lidovce Stanislava Juránka a stal se senátorem. Po zaniknutí senátorského klubu ANO 2011 se stal členem Senátorského klubu PROREGION, místopředsedou Výboru pro záležitosti Evropské unie.
Ve volbách do Senátu PČR v roce 2022 obhájil jako nestraník za ODS mandát senátora v obvodu č. 58 – Brno-město. Jeho kandidaturu dále podporovali ČSSD, hnutí Fakt Brno a hnutí Vaši starostové (Vas). V prvním kole vyhrál s podílem hlasů 29,27 %, a postoupil tak do druhého kola, v němž se utkal s kandidátem hnutí ANO Petrem Vokřálem. Ve druhém kole vyhrál poměrem hlasů 62,91 % : 37,08 %.
V Senátu je členem Senátorského klubu ODS a TOP 09, Volební komise, Stálé komise Senátu pro sdělovací prostředky, Podvýboru pro energetiku a dopravu Výboru pro hospodářství, zemědělství a dopravu, je rovněž místopředsedou Výboru pro záležitosti Evropské unie.
Jako zástupce 700 petentů podal v létě 2021 námitku proti návrhu změny územního plánu severovýchodního svahu Kraví hory v blízkosti hvězdárny. V přípravných materiálech nového územního plánu pro město Brno se objevila změna na blokaci pozemků pro novou městskou nemocnici v prostoru, který byl dlouhodobě označován jako lokalita pro vybudování veřejného parku. Roku 2022 plánoval jako ředitel hvězdárny, jíž byla městem předána do užívání část tohoto prostoru, demolici pěti bývalých vojenských baráků, které byly v majetku města a byly využívány jako prostory různá volnočasová sdružení, neziskové organizace nebo slouží jako zkušebny amatérských hudebních těles. Na jejich místo měl být rozšířen park a měla zde vzniknout visutá promenáda v korunách stromů.

## Členství v profesních či odborných organizacích
- Člen vědecké rady National Geographic – Česko
- Člen České astronomické společnosti
- Člen dozorčí rady České asociace science center
- Člen poradního sboru Přírodovědeckého muzea Národního muzea
- Čestný člen International Astronomical Union
- Člen poradního sboru International Planetarium Society (2019 – 2021)
- Člen dozorčí rady Vinařského fondu